# История Курильских островов
Каждый из Курильских островов являлся важным звеном на пути передвижений древних морских охотников между Японскими островами и Камчаткой.
С конца I тыс. до н. э. по II тыс. н. э. на островах Курильской гряды, а также Хоккайдо, господствовала охотская культура, которая зародилась на Сахалине. Доисторическая эпоха описывается археологией как постепенное слияние культур — неолитической у наиболее древних насельников и более поздней, занесённой переселенцами с материка. В историческую эпоху складывается айнский этнос, культура которого господствовала на островах вплоть до середины XIX века.

### До XIX века
Курильские острова были населены айнами задолго до прихода как русских, так и японцев. На их языке кур(у) означало «человек», откуда и пошло их второе название «курильцы», а затем — и наименование архипелага.
Первые сведения о южных Курильских островах были собраны японцами в ходе экспедиции на Эдзо (Хоккайдо) и Кита-Эдзо (Сахалин) в 1635 году. В 1644 году, по итогам экспедиций 1635—1637 годов, на Хоккайдо была составлена первая японская карта Сахалина и Курильских островов.
В 1643 году острова были обследованы голландцами во главе с Мартином де Фризом. Эта экспедиция составила более подробные карты и описала земли. 20 июня 1643 года экспедиция обнаружила пролив между островами Итуруп и Уруп (в настоящее время пролив Фриза). Де Фриз по ошибке посчитал остров Итуруп северо-восточной оконечностью Иезо (Хоккайдо), а Уруп — частью американского континента. В тот же день 20 июня голландские моряки впервые высадились на Урупе. 23 июня 1643 года де Фриз установил на плоской вершине высокой горы острова Урупа деревянный крест и объявил эту землю «американской» собственностью Голландской Ост-Индской компании.
Русские впервые увидели северные Курильские острова в 1697 году, во время похода Владимира Атласова на Камчатку, а в августе 1711 года они вступили на курильскую землю, когда отряд камчатских казаков под руководством Данилы Анциферова и Ивана Козыревского высадился на двух северных островах гряды — Шумшу и Парамушире, где сражался с отрядами местных айнов.
В составленной в начале XVIII века Семёном Ремезовым географической карте «камчадальских земель» была отмечена и «земля Курильская на озере и на островах».
Ко времени прихода русских людей на Курильские острова (1711 год) население архипелага не было однородным. На острове Шумшу жили ительмены, вытесненные с соседней Камчатки или бежавшие на остров от притеснения русских. Они частично ассимилировали местных айнов, а частично — потеснили их на остров Парамушир и другие острова северной группы. На всех остальных островах жили только айны.
Далее, по мере продвижения интересов империи вниз по гряде, последовали десятилетия «бессистемной» (до учреждения РАК в 1799 году) колонизации Курил русскими охотниками за пушниной, торговцами, промышленниками. Айнские жители островов время от времени объявлялись российскими подданными и облагались ясаком; производилось картографирование архипелага.

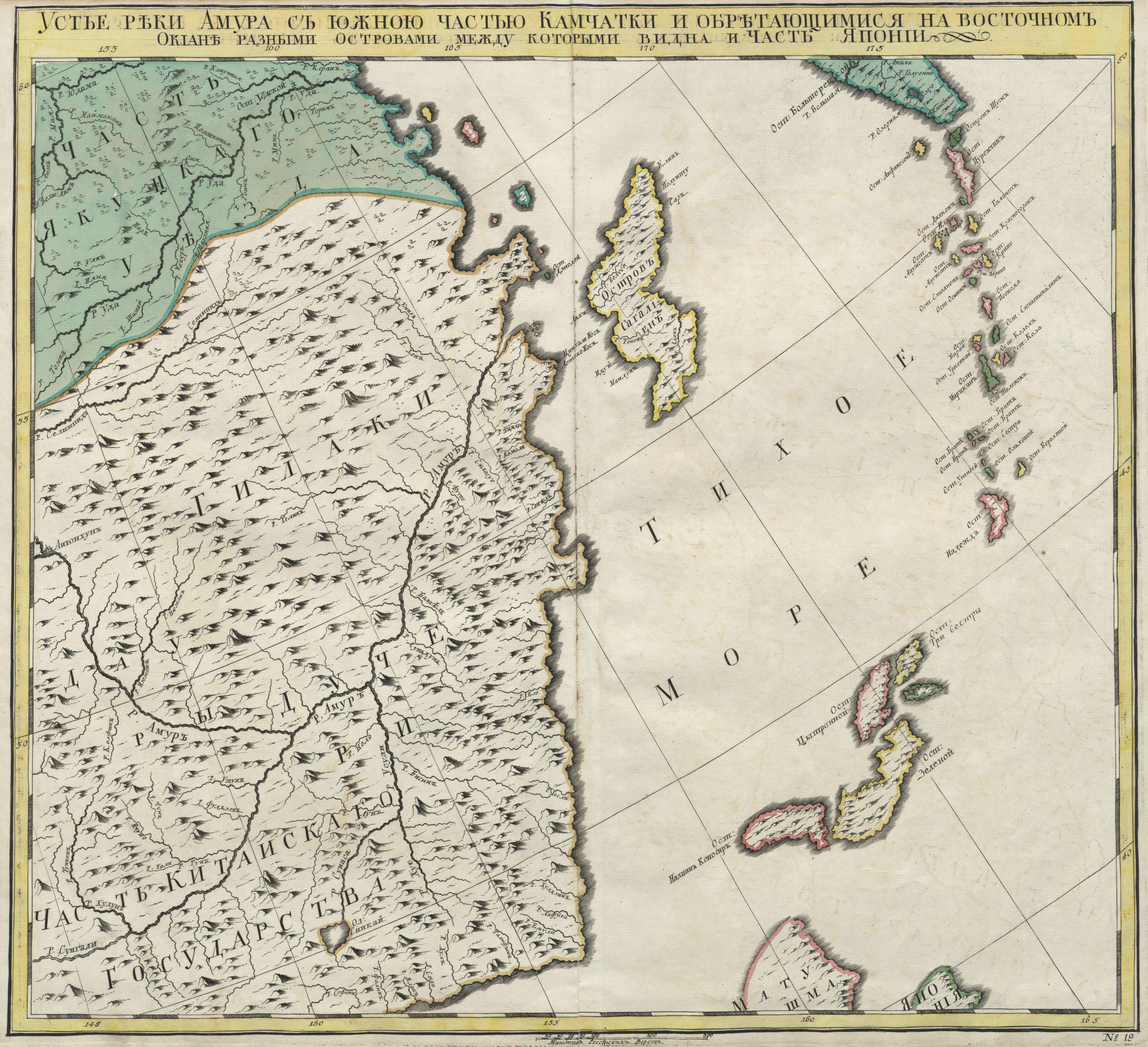
Карта Сахалина и Курильских островов. Атлас Российский 1745 года.

Достоверная российская карта Курильских островов постепенно составлялась и уточнялась в течение XVIII — начале XIX века благодаря исследованиям второй Камчатской экспедиции (капитаны Шпанберг — Вальтон — Шельтинг) в 1738—1741 годах, плаванию галиота «Екатерина» под командованием Григория Ловцова в Японию в 1790 году, плаванию Гавриила Андреевича Сарычева и геодезиста Алексея Гилева на катере «Чёрный Орёл» в 1792 году, плаванию шлюпа «Надежда» под командой Ивана Фёдоровича Крузенштерна в 1805 году, плаванию кораблей «Юнона» и «Авось» под командой Гавриила Ивановича Давыдова и Николая Александровича Хвостова в 1806 и 1807 годах, исследованию шлюпа «Диана» под командой Василия Михайловича Головнина в 1811 году и того же шлюпа под командованием Петра Ивановича Рикорда в 1812 и 1813 годах, а также плаваниям многих других менее известных кормщиков и мореходцев.
История наречения Курильских островов российскими исследователями — одна из самых запутанных в исторической географии Дальнего Востока. Участник второй Камчатской экспедиции Шпанберг A. M. (сын руководителя её южного отряда Мартына Шпанберга) сделал в 1738—1739 годах попытку дать островам новые, преимущественно русские названия, такие как «Дьякон», «Илья», «Красногорск», «Нерпичий», «Фигурный» и другие. Эти названия вошли на первые карты Камчатки и Курильских островов, но в целом не прижились, хотя встречались у российских и зарубежных картографов до конца XVIII века.
В 1760-х годах посланник камчатской администрации сотник Иван Чёрный заложил традицию порядкового исчисления островов и кучно расположенных субархипелагов Курильской гряды от Камчатки до Японии. Согласно этому подходу, группа скал Мусир (ныне Ловушки) учитывалась как «Десятый остров»; сразу два субархипелага — Среднего и Ушишир (Янкича и Рыпонкича) — как «Четырнадцатый остров»; островная группа Чёрные Братья (Чирпой и Брат-Чирпоев) вкупе с островом Макантор (ныне Броутона) — как «Семнадцатый остров»; наконец, Алаид (ныне Атласова) не считался курильским островом. При этом, у разных исследователей 20-й и 21-й ординалы могли по-разному распределяться между Шикотаном и Кунаширом (например, у Шелихова не так, как у Чёрного и Головнина).
Японские источники с явным неодобрением подтверждают появление русских на Итурупе после 1766 года: «Раньше этого… Россия постепенно пожрала все острова к северу от Расёва, и затем разграбила южную часть этой группы островов».
К концу XVIII века Россия номинально включала Курильские острова в свой состав в законодательных актах, однако фактическое управление ими со стороны государства не осуществлялось; прочный контроль над островами южнее Урупа, несмотря на акции по «объясачиванию» их населения, Россия установить не смогла; не способствовали лояльности местного населения и злоупотребления и жестокое обращение со стороны казаков, промышленников и купцов, которые часто пренебрегали российскими законами на покоряемых землях. «Бесчинства» купцов и сборщиков ясака в отношении курильских айнов привели к военным стычкам с ними на островах Уруп и Броутона в 1771—1772 годах.
30 апреля 1779 года императрица Екатерина II издала указ Сенату об освобождении от податей насельников Курильских островов, принявших российское подданство — в попытке исправить образ Российской империи в глазах курильцев. Указ Сената 12 сентября 1788 года подтвердил «накрепко вообще всем промышленникам касательно Курильских островов» запрет на сбор ясака.
Хотя с XVIII века Курильские острова и обозначались на картах как часть Российского государства, на деле же с 1799 года управление ими было переложено властями империи на Российско-Американскую компанию (РАК). Именно РАК должна была опекать те земли, где она промышляла, в том числе и Курильские острова.
С 1770-х годов на Курилы сначала эпизодически (с промышленниками русских купеческих компаний), а затем и регулярно (с 1828 года Российско-американской компанией) стали привозить алеутов и кадьякских эскимосов. Они селились на Урупе, Симушире и Шумшу. Хотя эти этнические группы жили обособленно, в русских источниках XVIII—XIX веков и в литературе, особенно современной, за ними закрепилось общее название «курильцы», причём большинство современных авторов склонны ошибочно считать население всего архипелага в этот период айнским.
Кроме того, Япония, также осваивавшая острова, опасалась продвижения России и её усиления на своих северных границах, в связи с чем в конце XVIII века предприняла прямые попытки противодействия российской экспансии на Курилах, что положило начало соперничеству за обладание архипелагом.
Второе, после М. П. Шпанберга в 1739 году, посещение русским кораблём Японии состоялось в 1771 году, и это были беглецы с Камчатки под руководством международного авантюриста Бенёвского. Бенёвский в своих мемуарах упоминает письмо, переданное им японцам для пересылки в голландскую факторию. В письме содержится просьба о помощи беглецам с Камчатки. О других письмах он не упоминает, но в голландских архивах хранятся 6 писем Бенёвского, в том числе четвёртое письмо, получившее название «предостережение Бенёвского», где говорится, что «…в этом году два русских галиота и один фрегат, выполняя тайный приказ, совершили плавание вокруг берегов Японии и занесли свои наблюдения на карту, готовясь к наступлению на Мацума и прилегающие к нему острова, намеченному на будущий год. С этой целью на одном из Курильских островов, находящемся ближе других к Камчатке, была построена крепость и подготовлены снаряды, артиллерия и провиантские склады».
Большинство историков, в том числе японский исследователь Синтаро Накамура и американец Дональд Кин, считают все письма, кроме первого, подделкой. Голландцы, передавшие содержание этого письма японским властям, не хотели иметь конкурентов в своей монополии на торговлю с Японией. Тем не менее именно это письмо подтолкнуло Японию к укреплению своих северных границ, началу освоения Эдзо и южных Курил. Добравшись до Франции, Бенёвский сам предлагал французам проект захвата не только Курильских, но и Алеутских островов, а также Формозы.
С конца XVII века власти Японской империи отправляли айнов из центральных районов Эдзо на работу на морские промыслы Кунашира и Итурупа (которые в то время также осваивались японцами), где жили в условиях неестественной скученности, не имея возможности поддерживать традиционный образ жизни. По сути дела, здесь можно говорить о геноциде айнов. Всё это привело к новым вооружённым выступлениям туземного населения: восстанию айнов против японцев на Кунашире в 1789 году.
На рубеже XVIII—XIX веков представители японской администрации выселили находившихся на Итурупе русских, установили на острове столб, провозглашавший его владением Японии и устроили здесь и на Кунашире сторожевые посты. Коренные жители Южных Курил рассматривались Японией в качестве японских подданных и «употреблялись ими в тяжкие работы».

### XIX век

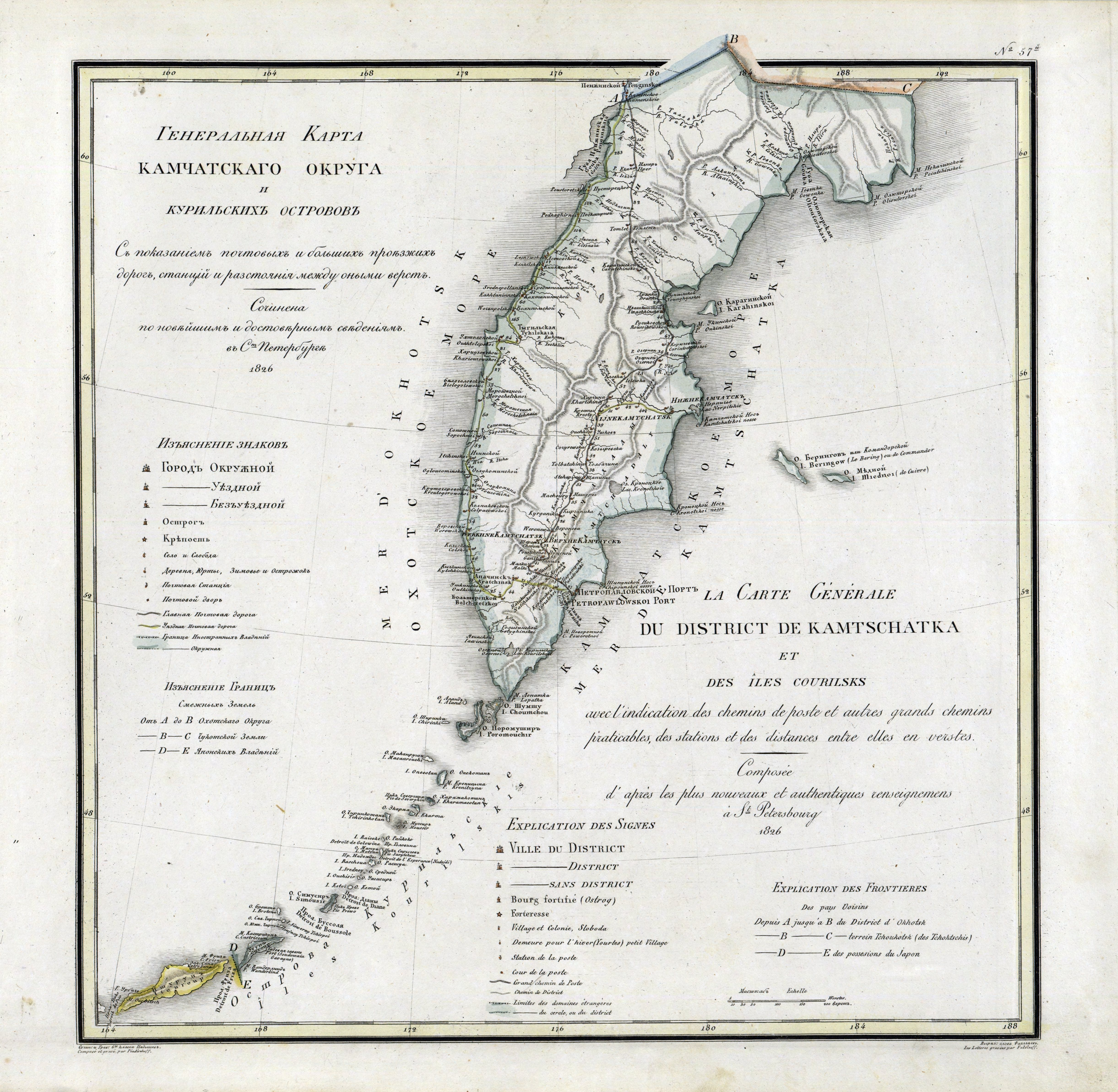
Карта Камчатки и Курильских островов 1826 года. Российские и японские владения разделены проливом Фриза

Во времена гидрографических описаний конца XVIII — начала XIX века острова от Камчатки до Японии также имели номерные обозначения, с 1-го по 22-й, с севера на юг, причём 22-й номер получил ныне не включаемый в Курильскую гряду остров «Матсмай» (тогда — Мацумаэ или Эдзо, после 1869 года — Хоккайдо).
В начале XIX века Курильские острова стали ареной первого русско-японского вооружённого конфликта, к которому привела неудача российского посольства Николая Резанова 1805 года в Японию. В том же 1805 году японцам удаётся экономическими мерами разорить русское поселение на Урупе (передовщика Звездочётова). По самовольному поручению Резанова, в 1806—1807 годах экспедиция Хвостова и Давыдова разгромила японские поселения на юге Сахалина и Итурупе. В ответ японцы в 1811 году арестовали на Кунашире экспедицию Василия Головнина и держали её участников в плену, пока не получили в 1813 году заверения от сибирской администрации в самочинном характере нападения 1806—1807 годов.
В изданной в 1819 году книге Василий Головнин приводит следующее свидетельство о складывавшихся сферах влияния России и Японии на Курилах по состоянию на 1811 год от айнов с 13-го Курильского острова Расшуа:
По их мыслям, остров Симусир, или 16-й, есть последний из принадлежащих России, Уруп и все острова от него к S принадлежат Японии, а Тчирпой и Бротонов остров ни тем, ни другим не принадлежат, но остаются нейтральными. Остров Северный Тчирпой они называют «Требунго-Тчирпой», то есть «Тчирпой на Курильской стороне»; южный Тчирпой именуют «Янги-Тчирпой», или «Тчирпой на „Мохнатой“ стороне». Бротонов же остров у них называется «Макинтур», что означает на курильском языке «северный». Они себя, то есть жителей Курильских островов, принадлежащих России, называют «курильцами», полагая, что имя это принадлежит собственно им одним, а прочих курильцев зовут просто «мохнатыми».
Вместе с тем, сообщившие Головнину эти сведения жители Расшуа были встречены им на 19-м острове Итурупе, что говорит о высокой проницаемости вышеописанных сфер влияния для туземного населения, достаточно свободно перемещающегося как по своей «курильской», так и по «мохнатой» стороне.
После решения конфликта обе стороны долгое время не предпринимали попыток расширения своего влияния на Курилах: в сферу влияния России входили острова севернее пролива Фриза (Шумшу — Уруп), а в сферу влияния Японии — острова южнее этого пролива (Итуруп, Кунашир, Шикотан, субархипелаг Хабомаи). Хотя конфликт сорвал установление дипломатических отношений, Россия в своём внутреннем законодательстве признала этот сложившийся рубеж.
В разгар Восточной (Крымской) войны в 1854 году Японию посетила дипломатическая миссия графа Путятина, завершившаяся подписанием договора о границах между Японской и Российской империями. Согласно заключённому в городе Симода соглашению, Японии отходили южные Курилы за исключением Урупа. Таким образом, в долготно простирающейся Курильской гряде 18-й (по счёту с севера) Уруп становился самым южным островом российских Курил.
Как видно из курьёзного дипломатического казуса с названием Симодского трактата, в японоязычной версии которого на протяжении 22 лет после подписания в названии России писался иероглиф (魯) «глупый», японцы приписали свой успех с Симодским трактатом отнюдь не хорошему отношению со стороны русских, а, скорее, собственному умению играть на противоречиях между державами, добивавшимися от Японии «допущения торговли».
Показательно также, что с началом Крымской войны Япония тут же предоставит свои порты для подскока эскадр союзников к Камчатке, оставшимся российскими Курилам и военным постам в Приамурье.
В 1855 году, в рамках действий на тихоокеанском театре Крымской войны, ставший приграничным с Японией остров Уруп был оккупирован англо-французской эскадрой. Во время англо-французской оккупации Уруп получил название «остров Альянса» (вариант перевода — «Союзный остров»), а сами Курильские острова были наречены союзниками «Туманный архипелаг». Снабжение Уруп получал из Хакодате, который по Нагасакскому договору об англо-японской дружбе 1854 года стал открытым для британских судов. Временным губернатором острова в этот период был назначен местный алеут. По условиям Парижского мира. захваченный англо-французами Уруп в 1856 году России был возвращён. Между Россией и Японией, однако, оставался нерешённым вопрос сахалинской части границы — остров был объявлен совместным владением стран.
После ликвидации Российско-американской компании в 1867 году жители Курил были фактически представлены самим себе, а их снабжением занимался петропавловский купец А. Ф. Филлипиус.
Это положение сохранялось до 1875 года, когда в обмен на признание Сахалина российской территорией Россия передала Японии остававшиеся Курильские острова. После окончательной уступки Курильских островов часть айнского населения перебралась на соседнюю Камчатку.
Получив Курильские острова, японское правительство воспроизвело здесь свойственное Японии административно-территориальное деление. Например, в 1882 году острова вошли в состав префектуры Нэмуро со столицей в одноимённом городе на северо-востоке острова Хоккайдо (а в 1886 году возникнет префектура Хоккайдо — одна на весь остров и все Курилы). Из тринадцати уездов (гунов), включённых в 1882 году в состав провинции Нэмуро, восемь находилось на островах Большой Курильской гряды, образуя административно-территориальную единицу более низкого уровня — «область Тисима». На острове Кунашир находился уезд Кунасири. На острове Итуруп было расположено целых четыре уезда: Этурофу, Фурабэцу, Шана, Сибэторо. Уезд Уруппу включал в свой состав острова от Урупа до Броутона. Уезд Симусиру — острова от Симушира до Райкоке. Уезд Шумшу — острова от Мусира и Шиашкотана до Шумшу. Острова Малой Курильской гряды входили в состав уезда Ханасаки области Немуро, также являвшейся частью одноимённой префектуры. В 1885 году из состава уезда Ханасаки области Нэмуро был выделен уезд Сикотан (остров Шикотан) и передан в состав соседней области Тисима.
Одновременно с административными реформами Японская империя коренным образом изменила этнический состав островного населения. В 1884 году айны со средних и северных Курил были свезены японскими властями на Шикотан как новое место их компактного проживания. Правительство Мэйдзи не хотело, чтобы обрусевшие айны жили в непосредственной близости от северной границы империи. Одновременно с этим происходило оживлённое освоение Шикотана японским населением, вследствие чего туземцы были ассимилированы японцами. Японцы запрещали коренному населению выходить в море без разрешения и в целом вести привычный образ жизни. В условиях неестественной скученности, численность перемещённых северокурильских айнов резко сократилась.
В хозяйственном отношении Японская империя стала использовать полученные острова Курильской цепи не только как собственные промысловые угодья, но и как опорные точки для «хищничества» (как тогда называли браконьерство) в пределах Российской империи, чему способствовала слабость последней на дальневосточных рубежах. Тем не менее и промысел в собственных водах, в соответствии с нравами того времени, с одобрения властей осуществлялся «хищнически». Как отмечалось в обращении дальневосточных властей РИ в МВД, «Пользуясь выгодным географическим положением своих островов (то есть островов Курильской цепи), вдоль берегов которых командорские котики совершают свои периодические передвижения осенью на юг, весною — обратно на север, японские промышленники уже с 1890-х годов стали беспощадно истреблять их на пути следования. Японское правительство в видах поощрения и развития этого выгодного промысла издало 31 марта 1897 года закон о выдаче премий за промыслы в отдалённых морях».
По ходу японского освоения Курильские острова становятся наиважнейшими местами промысла морских обитателей, вокруг них располагались лучшие участки прибрежного китобойного промысла Японии. Например, лучшим промысловым участком считался район между южным берегом о. Итуруп и о. Шикотан — основное место обитания китов-кашалотов и крупных сейвалов.

### XX век

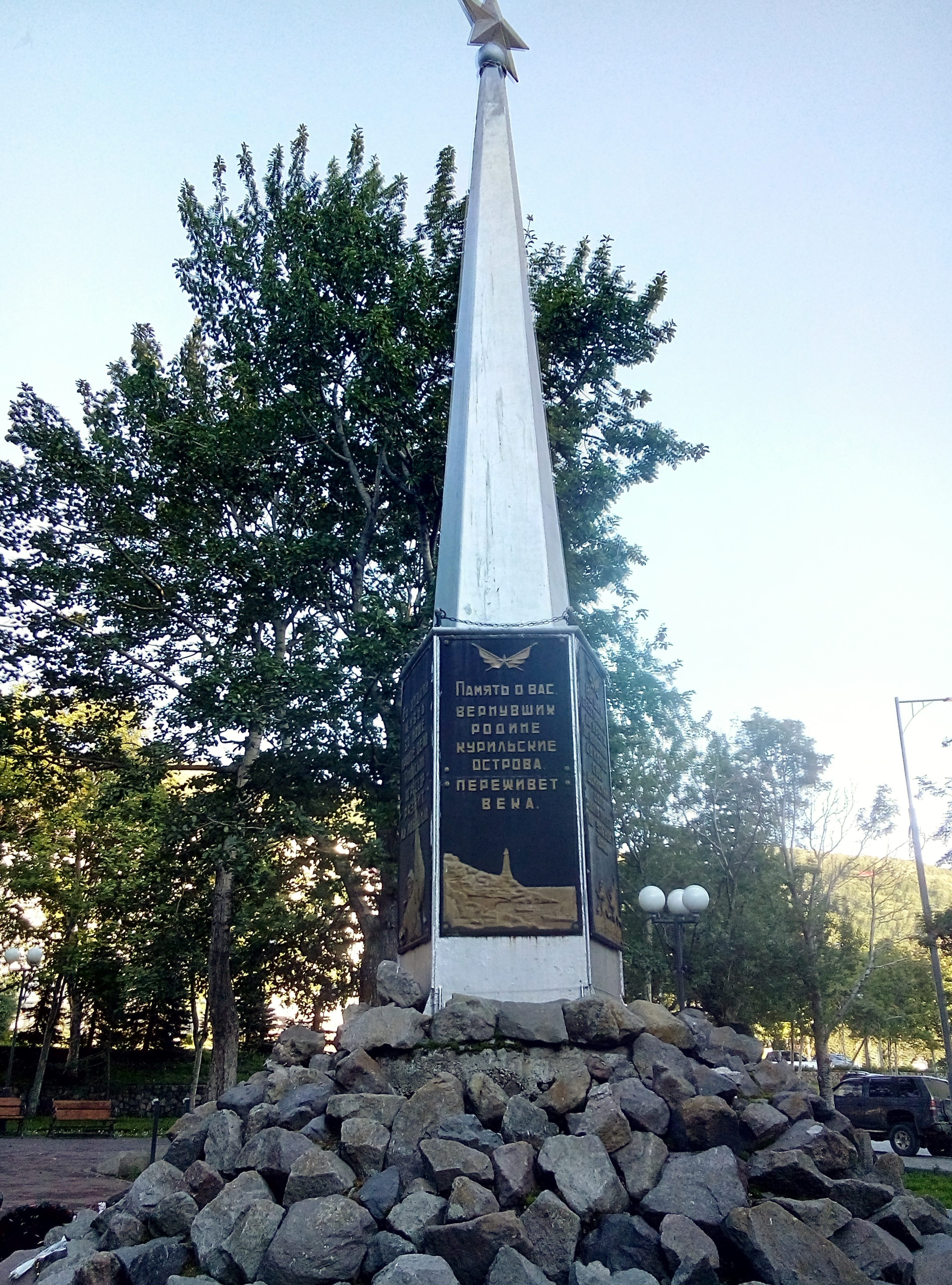
Памятник-обелиск воинам советской армии, участвовавшим в Курильской десантной операции. Петропавловск-Камчатский

В годы русско-японской войны японские подданные, соединённые в патриотическое общество «Хокугикай» (по освоению Курильских островов), производили с северокурильского острова Шумшу «хищнические» и мародёрские набеги на Камчатский полуостров. В частности, глава «Хокугикая» Гундзи Сигэтада предпринял попытку закрепиться в тех сёлах Камчатки, где обосновались бывшие насельники Курил (Явино и Голыгино).
После поражения в 1905 году в Русско-японской войне Россия уступила Японии южную часть Сахалина, а также Ляодунский полуостров (с портами Порт-Артур и Дальний), что сделало Южные Курилы глубоким тыловым районом Японии.
В 1933—1945 годах широкий японский промысел в водах Северных Курил стал одной из причин значительного падения запасов лососей на западном побережье Камчатки.
Всего в 1940—1943 годах на Курильских островах было 9 японских баз китобойного промысла и 10 китобойных станций, принадлежавших четырём крупнейшим китобойным компаниям «Ниппон Суисан» (Nippon Suisan Co. Ltd), «Хаясиканэ» (Hayashikane Co.), «Аюкава Вэйлинг» (Ayukawa Whaling Co.) и «Эн-ё Вэйлинг» (En-yo Whaling). Только на четырёх станциях на Итурупе и Шикотане в 1932 году было добыто 668 китов, что составило 32,6 % от общего китобойного промысла Японии. На Курильские острова приходилось около 30 % общего объёма улова китов в Японии. Японские китобойные станции были достаточно крупными. Численность рабочих на них составляла от 60 человек на небольших станциях до 160 на крупных предприятиях. До начала войны с японскими станциями сотрудничали и иностранные китобои, в первую очередь норвежцы.
В годы Второй Мировой войны как северные, так и южные острова Большой Курильской гряды, а также Малой Курильской гряды были милитаризированы.
Японское нападение на Пёрл-Харбор, после которого во Вторую Мировую войну вступили США, начиналось с точки сбора «ударной группы» (Кидо Бутай) в заливе Хитокаппу (ныне Касатка) на острове Итуруп Курильской гряды.
Когда американцы переломили ход войны в свою пользу, японские военные объекты на Курилах стали целью ударов ВМС и ВВС Соединённых Штатов Америки. ВМС США осуществляли морскую блокаду гарнизонов островов.
8 августа 1945 года СССР объявил войну Японии, а 9 августа начал боевые действия.
Япония выразила согласие принять условия капитуляции перед странами-союзницами за четыре дня (14 августа) до того, как началась Курильская десантная операция. С обращением к подданным по этому поводу выступил японский император Хирохито. При этом гарнизоны Курильских островов не прекращали сопротивления. Официально Япония капитулировала лишь 2 сентября.
18 августа началась высадка передового отряда десанта на первый курильский остров Шумшу, овладение которым стало самой кровопролитной битвой всей десантной операции на Курилы.
В ходе начавшейся войны советские войска к началу сентября 1945 года полностью заняли Курильские острова.
2 февраля 1946 года последовал указ Президиума Верховного Совета СССР об образовании на территории Южного Сахалина и Курильских островов Южно-Сахалинской области в составе Хабаровского края РСФСР.
2 января 1947 года Сахалинская и Южно-Сахалинская область были объединены.
В 1947—1949 годах с островов были выселены японские граждане, на их место прибыли переселенцы из других регионов СССР.
Начиная с 1950 года стал интенсивно развиваться морской дрифтерный промысел лососей, быстро нарастали численность флота и объёмы вылова. В результате этой экспансии в 1950—1970-е годы дрифтерный японский промысел изымал больше лососей, чем береговой советский, он был одним из главных факторов снижения их запасов, усугубив естественное снижение численности, обусловленное климатическими изменениями в северном полушарии.
По условиям Сан-Францисского мирного договора 1951 года, Япония отказалась от «всех прав, правооснований и претензий на Курильские острова и на ту часть острова Сахалин и прилегающих к нему островов, суверенитет над которыми Япония приобрела по Портсмутскому договору от 5 сентября 1905 года».
5 ноября 1952 года мощное цунами обрушилось на восточное побережье Курил и Камчатки, сильнее всего пострадал Парамушир. Исполинская волна почти полностью смыла город Северо-Курильск (быв. Касивабара). В нём и других населённых пунктах погибло, согласно архивным документам, 2 336 человек.
Большое количество жертв объясняется тем, что новое население острова из граждан СССР, заменившее репатриированных японцев, по большей части не знало, как вести себя под угрозой цунами. Кроме того, даже японцы, основывая населённые пункты на океанских сторонах Курильских островов в конце XIX века, ещё не знали о Курило-Камчатском жёлобе как месте сосредоточения подземных толчков, окаймляющем Курильские острова с океанской стороны. Именно после цунами 1952 года в СССР начала создаваться Система предупреждения о цунами, и 1955 год считается годом её рождения.
В 1950-х годах, вследствие всё растущего дрифтерного лова рыбы японскими судами, в окружающих острова открытых морях популяция лососевых рыб резко сократилась.
На соседней Камчатке резко сократилось производство консервов, начался резкий упадок всей камчатской рыбной промышленности. Население рыболовецких и заводских посёлков осталось без работы. Было законсервировано 23 рыбокомбината, 25 РКЗ, 18 холодильников, 36 рыбоперерабатывающих береговых баз, 7 моторно-рыболовных станций.
8 февраля 1956 года Советский Союз ввёл запрет на ловлю рыбы иностранными судами в морях, прилегающих с юга и с востока к Камчатке, но уже 14 мая того же года, в результате переговоров с японской стороной, это постановление было отменено. Это было сделано для того, чтобы нормализовать советско-японские политические отношения.
В 1956 году Советский Союз и Япония подписали Совместную декларацию, согласно которой «состояние войны между Союзом Советских Социалистических Республик и Японией прекращается со дня вступления в силу настоящей Декларации, и между ними восстанавливаются мир и добрососедские дружественные отношения». В декларации СССР согласился передать Японии Хабомаи и Шикотан после заключения мирного договора. Тем не менее вопрос передачи Малой Курильской гряды в декларации прописан общими словами; непонятно, о чём идёт речь: либо о передаче островов Японии в долгосрочную аренду для хозяйственной деятельности, либо о передаче суверенитета над островами от одной страны к другой. Вместе с тем, действия хрущёвского руководства в стиле советского тоталитаризма по очистке Малой гряды от собственного населения позволяют говорить о подготовке именно территориально-акваториальной уступки. В дальнейшем, из-за угроз США не отдать Японии остров Окинава, Токио подписать мирный договор отказался, потому что согласно ему выходило, что Япония отказывается от претензий на Итуруп и Кунашир.
19 января 1960 года между США и Японией был подписан военно-стратегический договор о взаимодействии и безопасности, что было воспринято советским руководством как нарушение всех предварительных договорённостей о добрососедстве между СССР и Японией.
Между тем японский океанический лов лососей и сопутствующее ему разорение соседней Камчатки продолжались. В период с 1957 по 1970 год на соседней Камчатке было упразднено 48 населённых пунктов, население которых было занято в рыболовном промысле.
В итоге СССР возобновил хозяйственную деятельность на Малой Курильской гряде. С 1960 года заново заселяется самый большой малокурильский остров Шикотан, на котором был основан рыбокомбинат «Островной» (ныне село Малокурильское). После объединения последнего в 1977 году с Крабозаводским комбинатом (ныне село Крабозаводское) на Шикотане образовалось самое большое в СССР рыбоперерабатывающее предприятие.
Период интенсивного морского японского дрифтерного промысла лососей совпал по времени с ухудшением условий морского нагула лососей, что привело в 1960-е — 1970-е годы к падению количества выловленных лососей во всём СССР.
Такое положение вызвала необходимость принятия ряда мер на межправительственном уровне (введения 200-мильных зон).
В 1976 году СССР, вслед за другими имеющими выход к морю государствами, установил у своего побережья двухсотмильную (370,4 км) экономическую зону и в распоряжение советских рыбаков перешли почти всё Охотское море и прилегающая к Курильским островам полоса Тихого океана. Принятые меры (наряду с улучшением условий океанического нагула, вызванным климатическими изменениями, которые происходили в конце 1970-х — 1980-х годов), обусловили рост запасов лососей в Северной Пацифике.
В 1978 году Советский Союз запретил Японии лов рыбы в своей исключительной экономической зоне (200 миль от побережья), однако японская добыча биоресурсов в советской акватории (возле острова Сигнальный) продолжалась по межведомственным соглашениям 1963 года и 1981 года. При этом, по настоянию МИД Японии в соглашениях японских рыбаков с советским профильным ведомством, не указывались ни советское, ни японское названия острова (Сигнальный и Каигара, соответственно), только географические координаты «морского района».
5 октября 1994 года в 0 часов 24 минуты произошло сильное землетрясение на Южных Курилах. Эпицентр землетрясения находился на глубине двадцати километров под морским дном в 120 километрах юго-восточнее острова Шикотан. Магнитуда Шикотанского землетрясения составила 8,1, интенсивность — 10,5 балла. Сильные толчки ощущались на Шикотане и других островах Малой Курильской гряды, а также на Кунашире, Итурупе.
Всего в зоне стихийного бедствия были полностью разрушены сто одиннадцать домов (частично пострадало двести шестьдесят шесть домов). В результате землетрясения и цунами вышли из строя дизель-генераторы, были порваны тепловые сети, водоводы, нарушено энергоснабжение, повреждены ёмкости с топливом. Были полностью уничтожены шесть котельных, разрушены три из девяти детских садов, три из семи общеобразовательных школ, три из семи клубов, малокурильская больница, три из пяти фельдшерско-акушерских пунктов. Были и человеческие жертвы.

### XXI век
Из-за оттока населения с островов Матуа и Симушир в конце XX века без жертв обошлись взливы цунами от двойного землетрясения конца 2006 — начала 2007 гг.
В настоящее время на Курилах проживает около 20 тысяч человек. Их связью с внешним миром служит паром на остров Сахалин, отбывающий раз в неделю, а также ежедневные авиарейсы, немногим дороже парома.
По состоянию на 2020 год, на все острова имеется всего 13 км асфальтированных дорог, остальные дороги — грунтовые.
С 2002 года на Кунашире работает геотермальная электростанция «Менделеевская» на 3,6 МВт, снабжающая электроэнергией и теплом Южно-Курильск. После 2019 года мощность Менделеевской геоТЭС была увеличена до 7,4 МВт.
В 2007 году на Итурупе, близ вулкана Баранского, была возведена геотермальная электростанция «Океанская», однако уже к 2015 году она закрылась из-за аварии. К возведению новой геоТЭС «Океанская-2» с увеличенной до 15 МВт мощностью, по состоянию на 2023 год, приступить не удалось.
Положение дел с интернетом и сотовой связью на островах улучшилось с начала 2019 года, с запуском ВОЛС «Сахалин-Курильские острова».
Федеральное правительство собиралось развивать на островах туризм, однако этому мешает отсутствие инфраструктуры в виде дорог, гостиниц и связи.
Помимо этого, в мае 2011 года власти России заявили о намерении дополнительно выделить 16 млрд рублей, удвоив, тем самым, финансирование программы развития Курильских островов.
В феврале 2011 года стало известно о планах по усилению обороны Курил бригадой ПВО, а также подвижным береговым ракетным комплексом с противокорабельными ракетами «Яхонт».
В 2017 году на Шикотане в селе Малокурильском учреждена ТОР «Курилы».
На Средних Курилах законсервированная в 2000 году военно-морская и военно-воздушная инфраструктура острова Матуа была вновь расконсервирована в 2021 году.
19 октября 2023 года собственным аэродромом обзавёлся Парамушир, крупный остров на севере гряды — после тридцатилетнего перерыва открылось самолётное авиасообщение с Северо-Курильском, главным населённым пунктом Северных Курил. С конца июня 2024 года стали производиться регулярные авиарейсы между Камчаткой и Парамуширом.